# سرجس عملاق الأوراق
سرجس عملاق الأوراق (الاسم العلمي: Sargassum giganteifolium) هو نوع من الطلائعيات يتبع جنس السرجس من فصيلة السرجسية.